# Velká Skrovnice
Velká Skrovnice är en ort i Tjeckien.   Den ligger i regionen Pardubice, i den östra delen av landet, 140 km öster om huvudstaden Prag. Velká Skrovnice ligger 410 meter över havet och antalet invånare är 287.
Terrängen runt Velká Skrovnice är platt söderut, men norrut är den kuperad. Runt Velká Skrovnice är det ganska tätbefolkat, med 65 invånare per kvadratkilometer. Närmaste större samhälle är Česká Třebová, 16,7 km sydost om Velká Skrovnice. I omgivningarna runt Velká Skrovnice växer i huvudsak blandskog.